# الطود (اقصر)
الطود (به عربی: الطود) یک منطقهٔ مسکونی در مصر است که در استان اقصر واقع شده‌است.

## نگارخانه

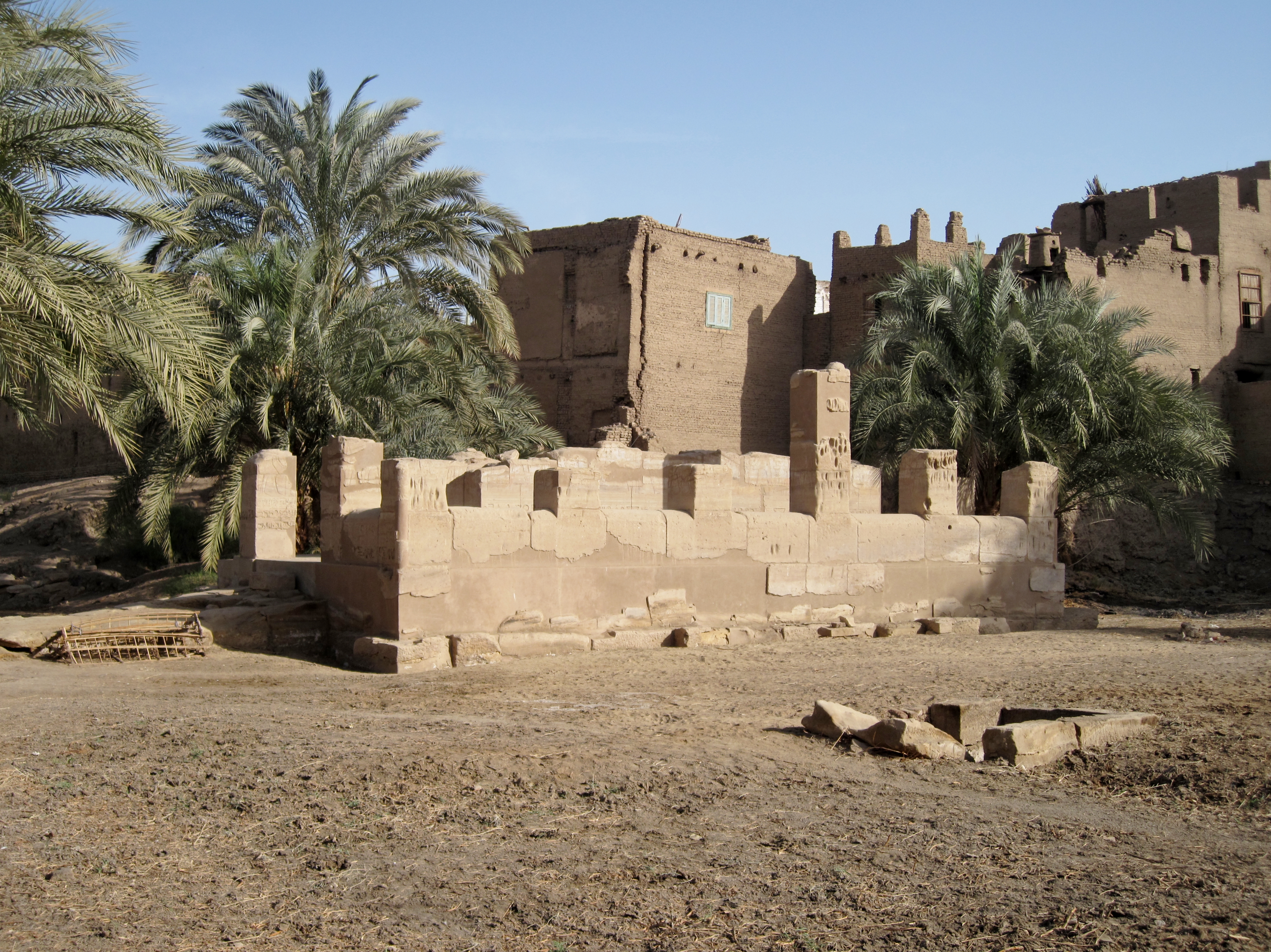
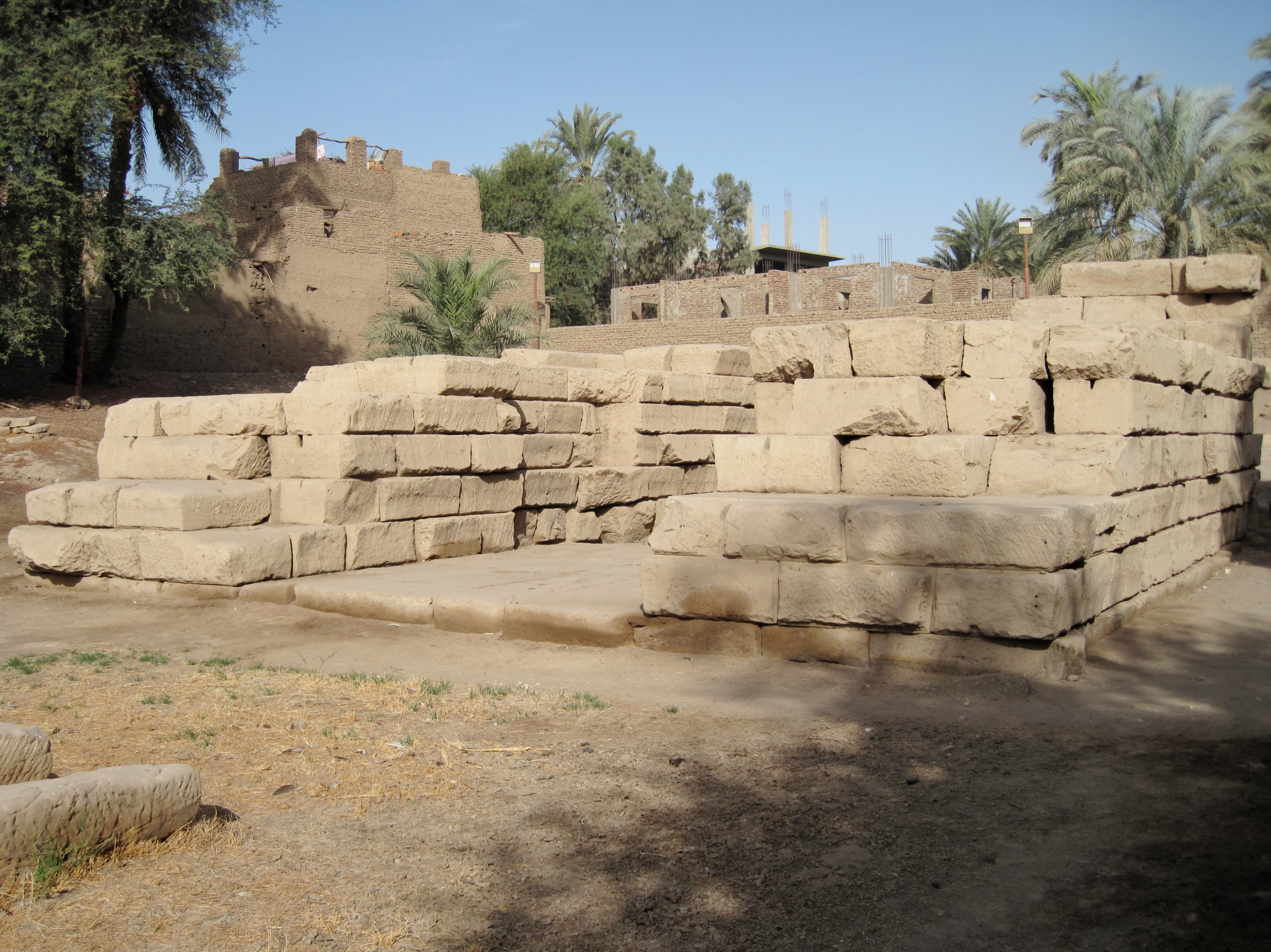
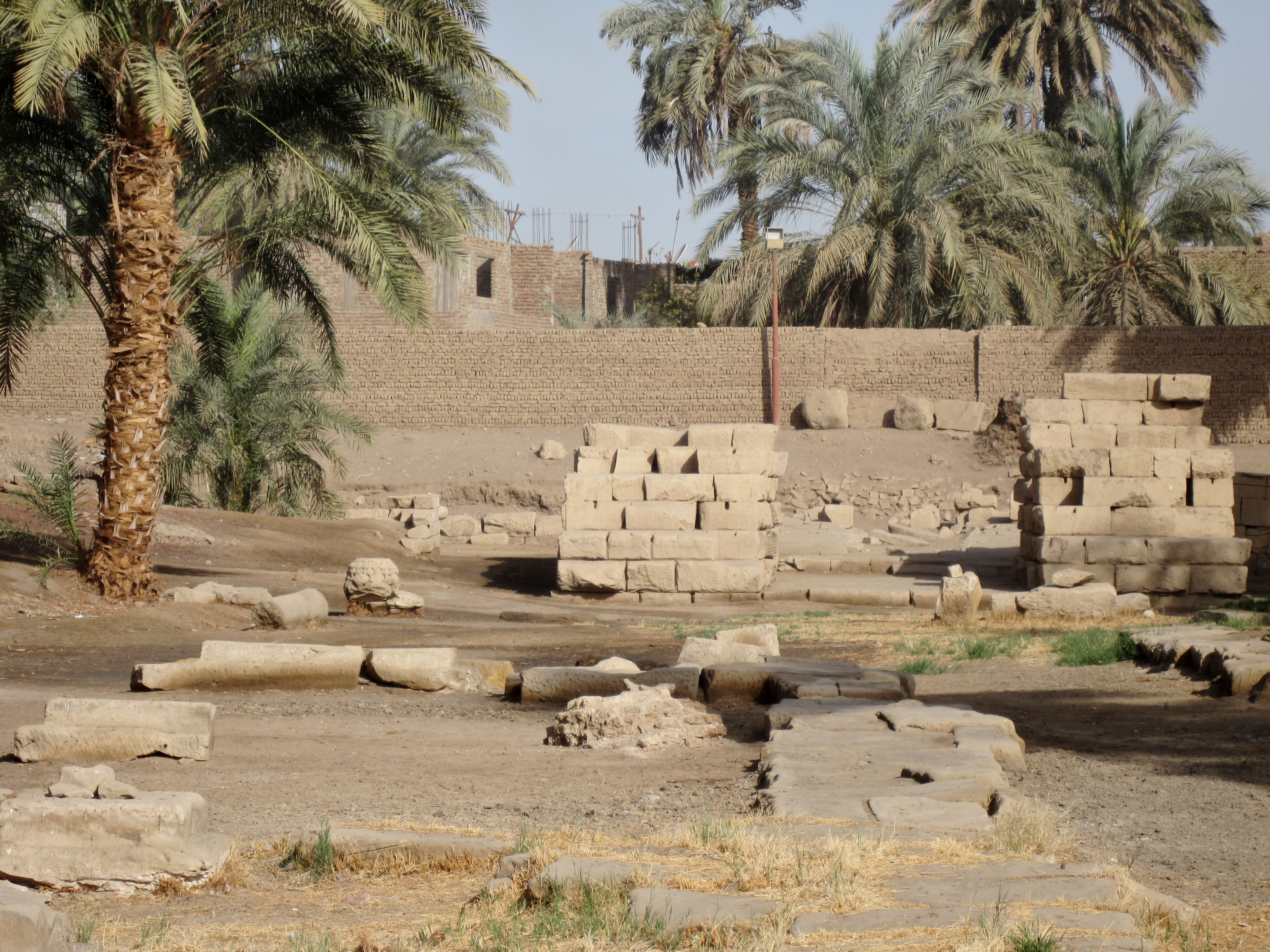
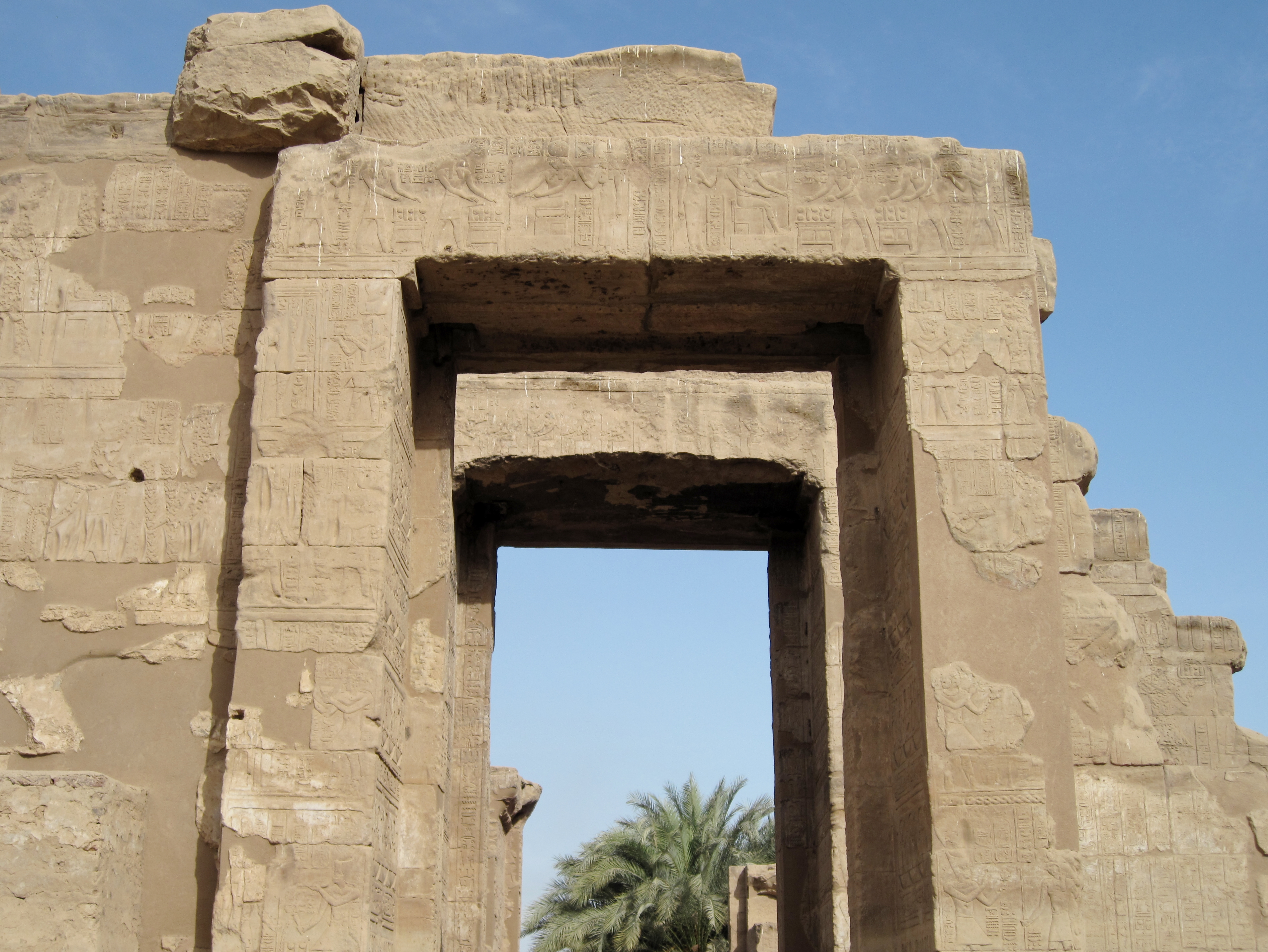
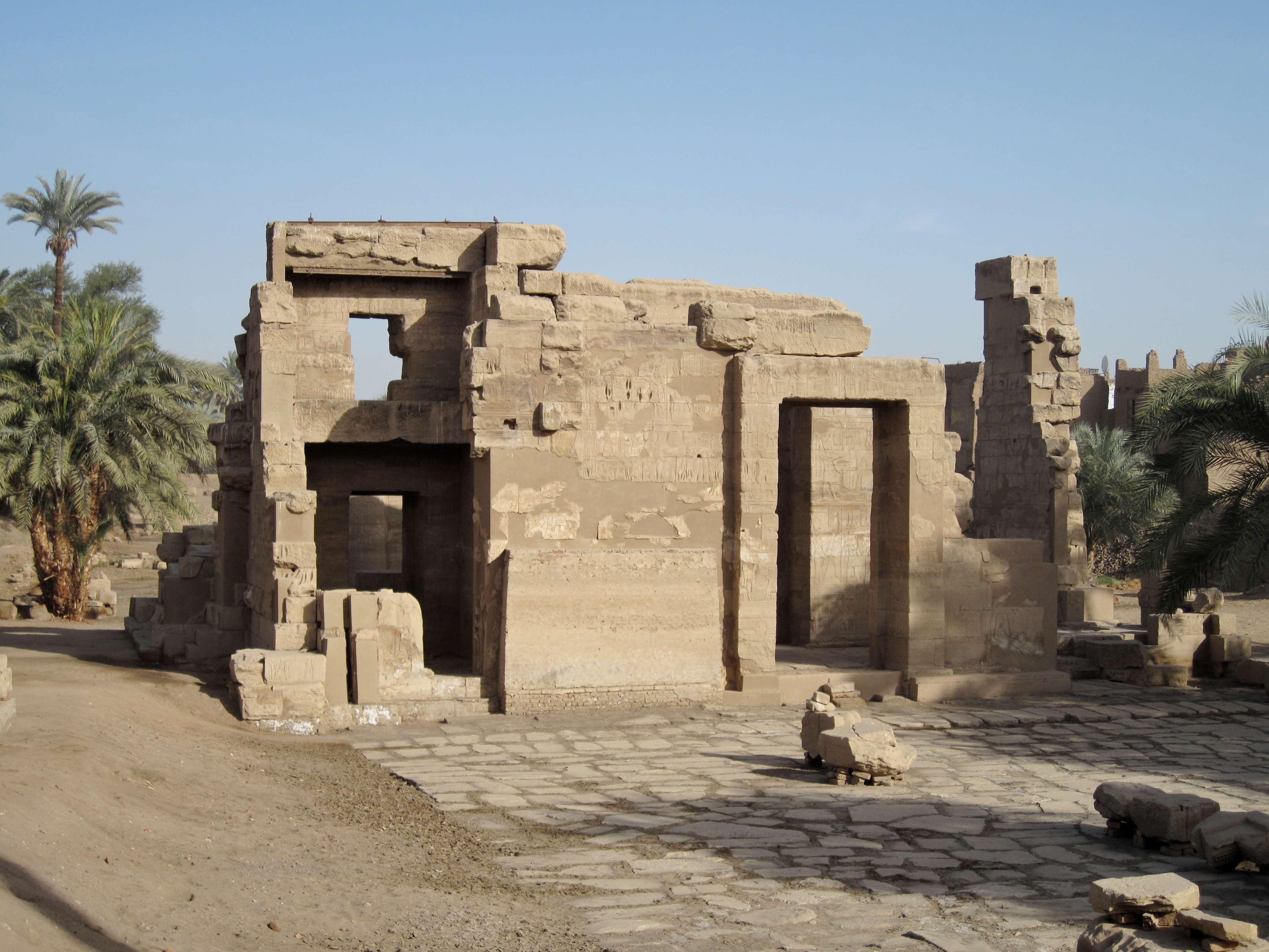
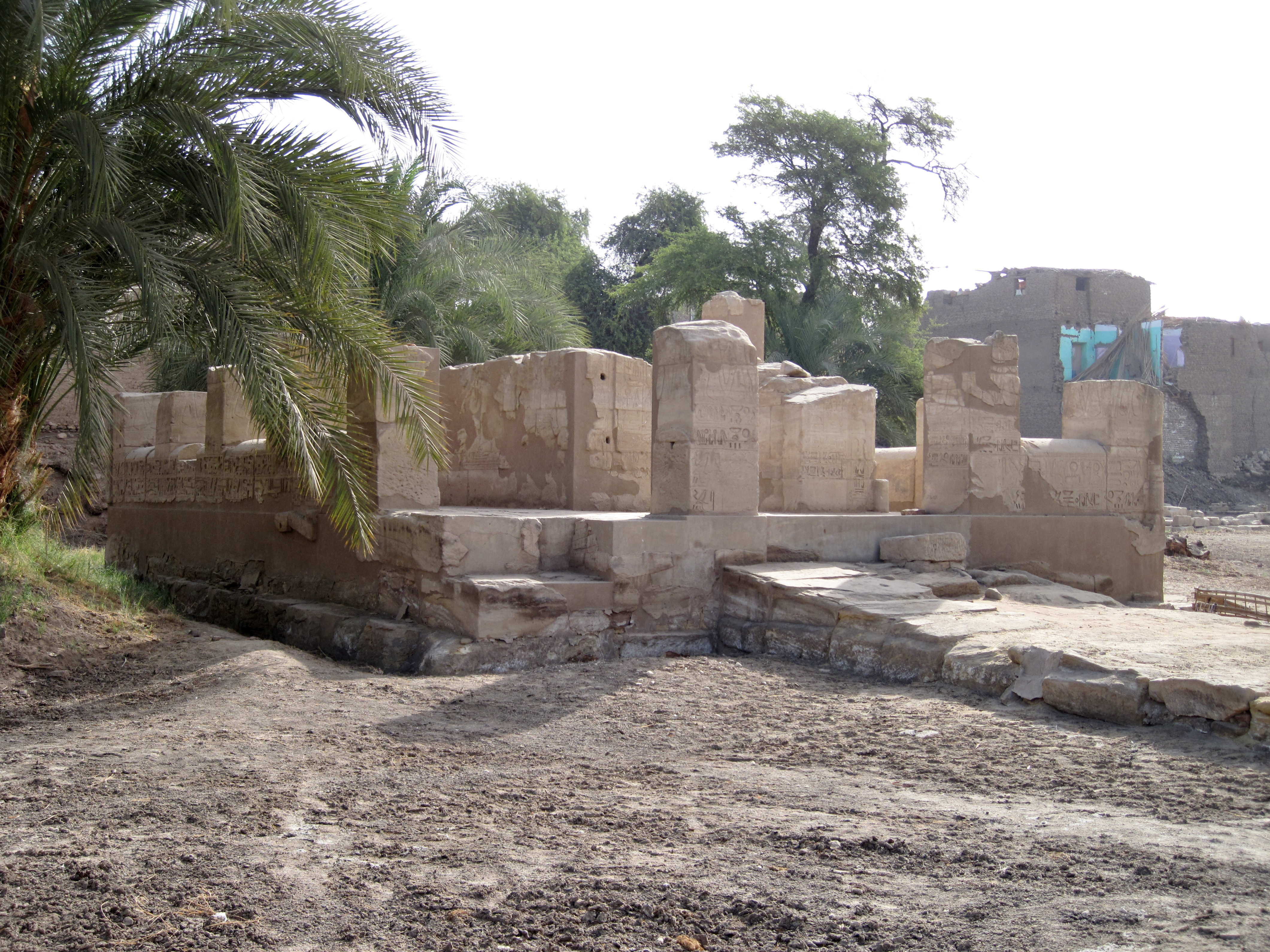
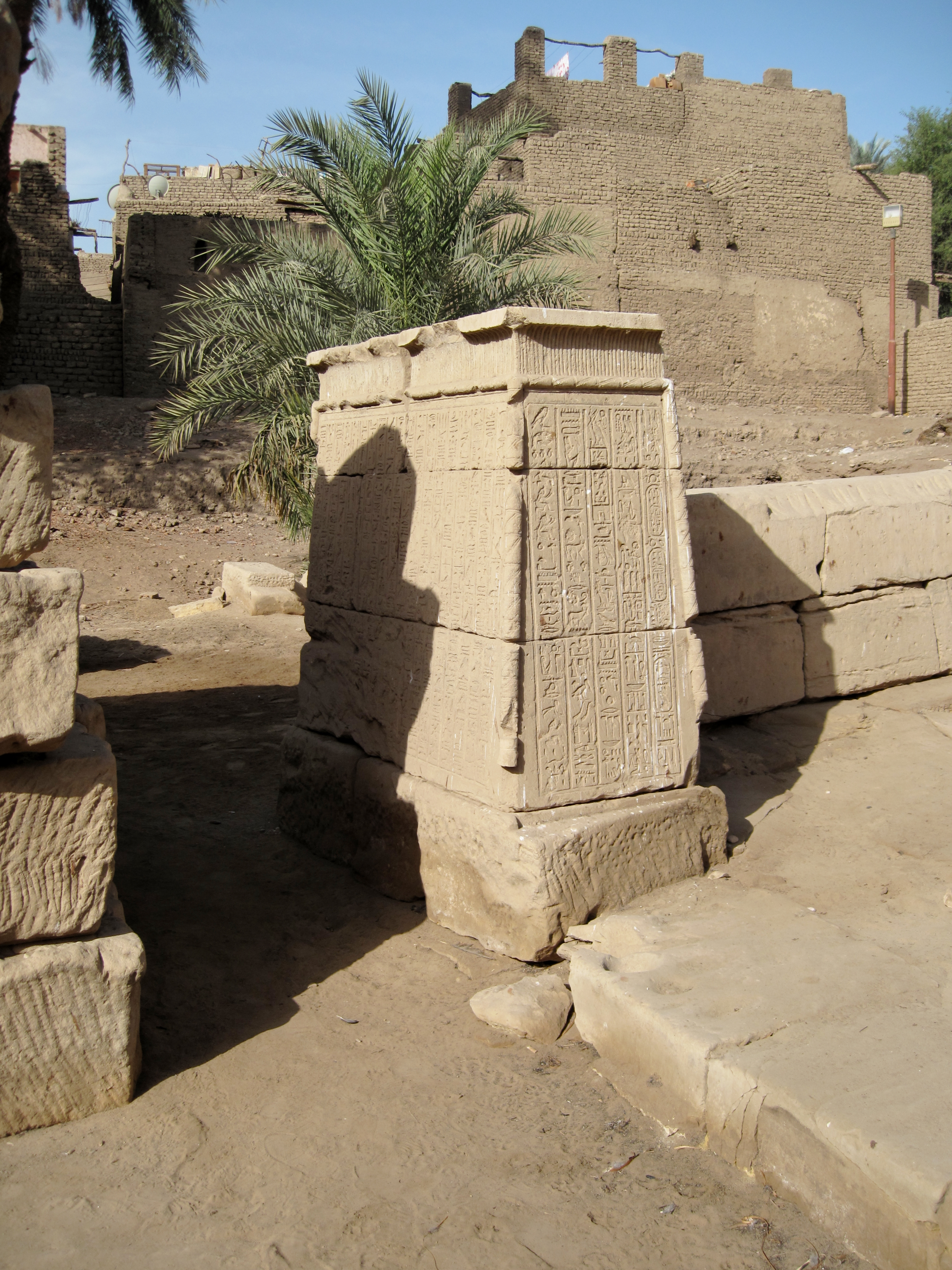
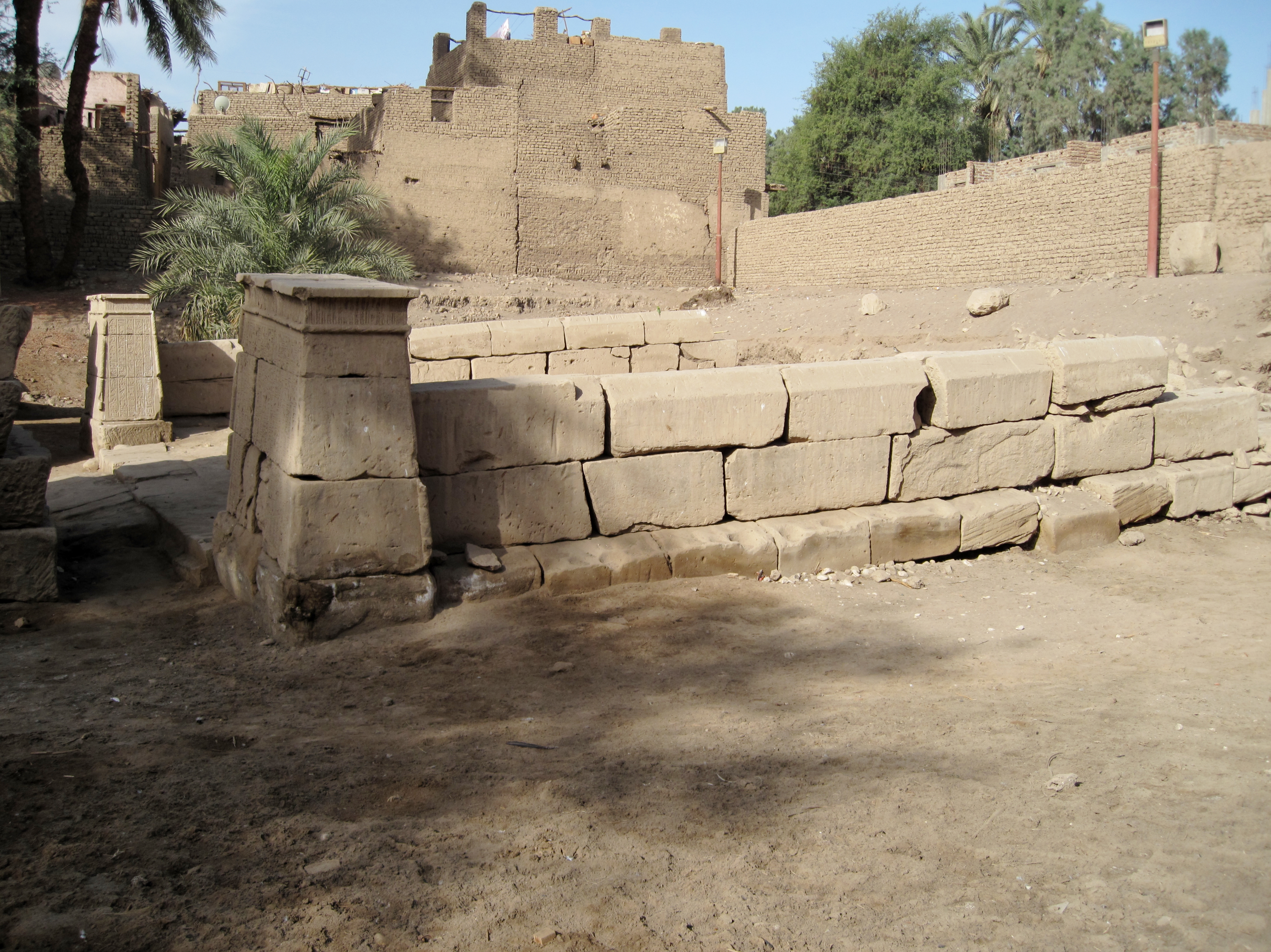
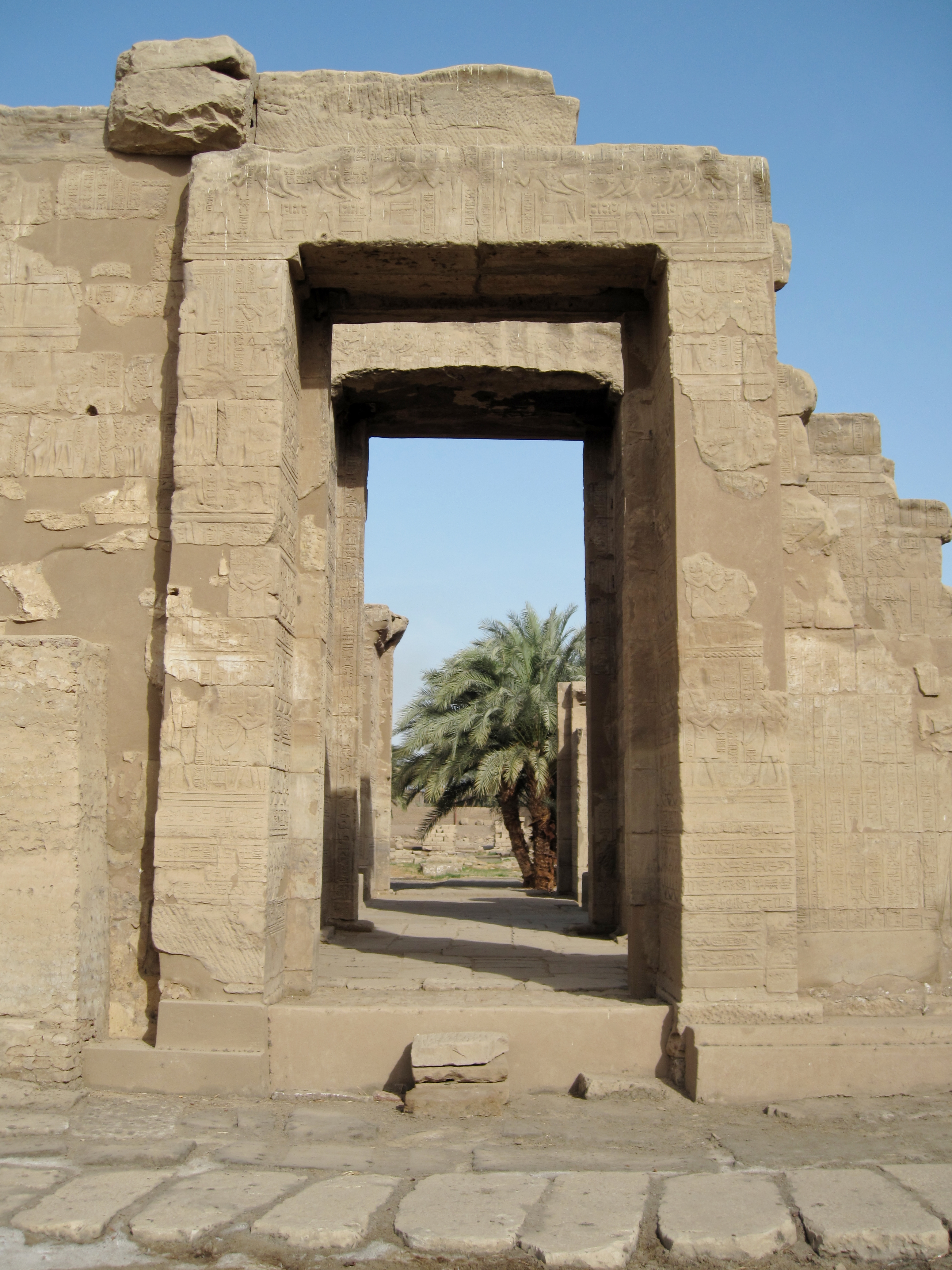
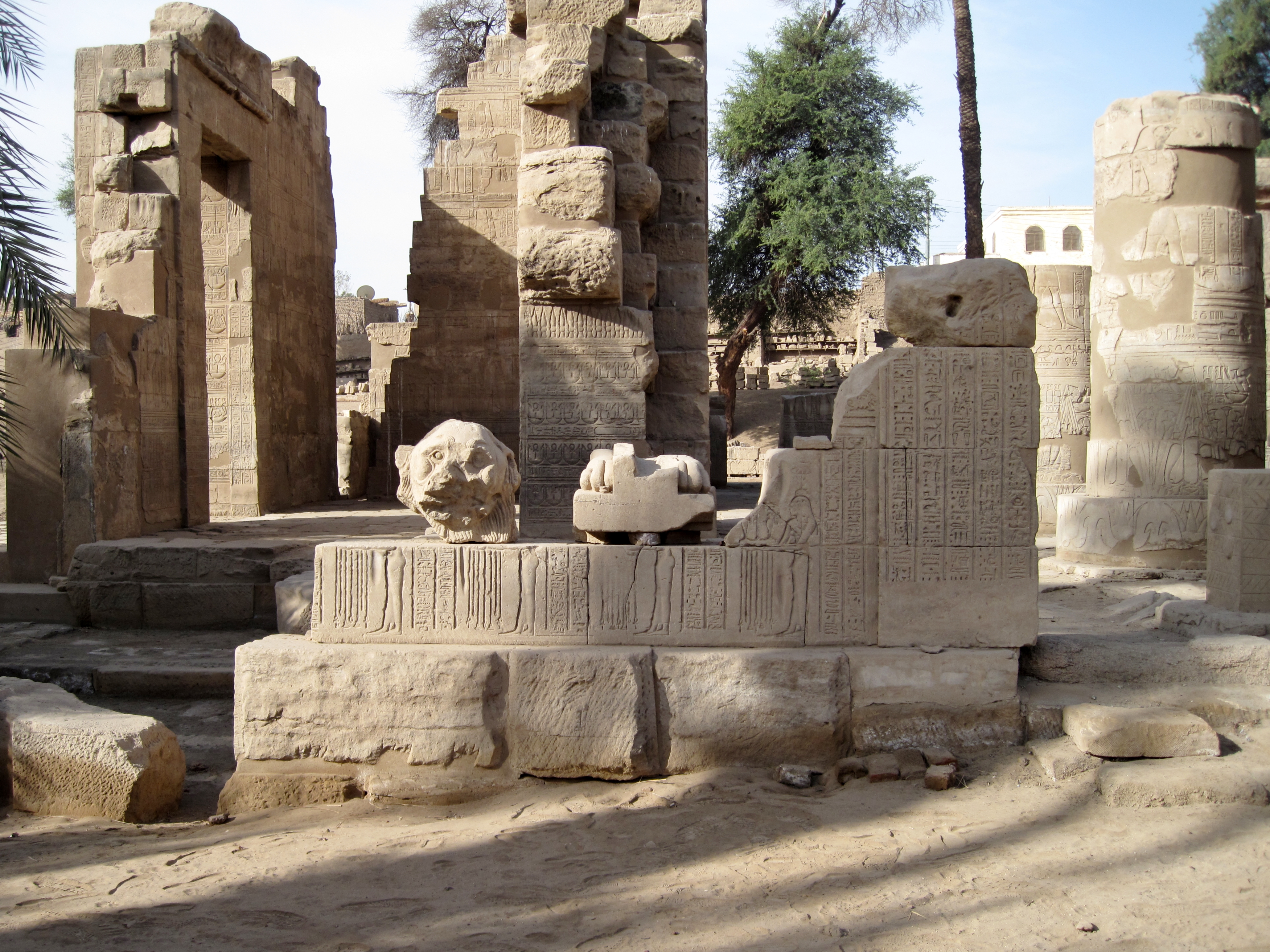
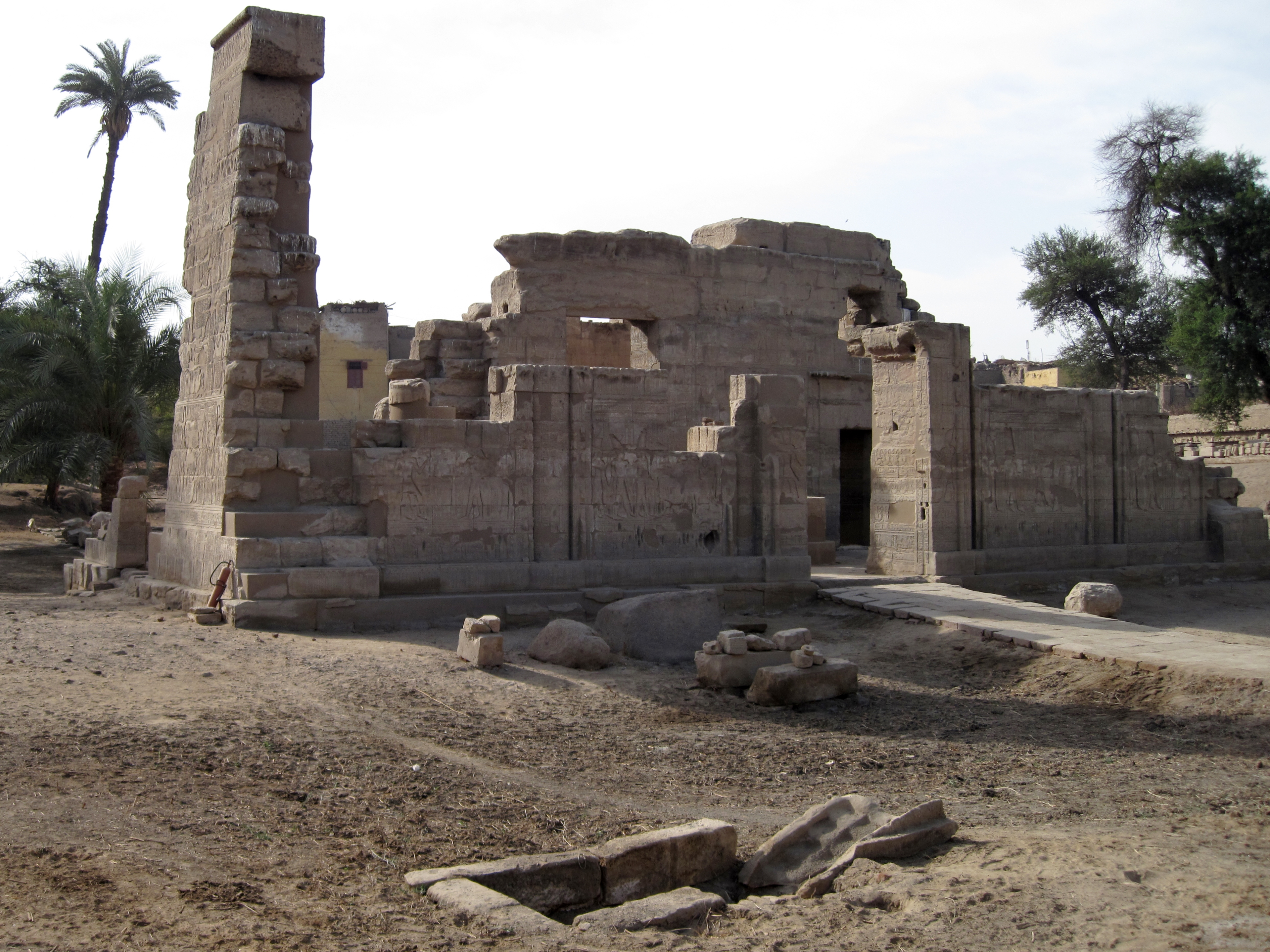
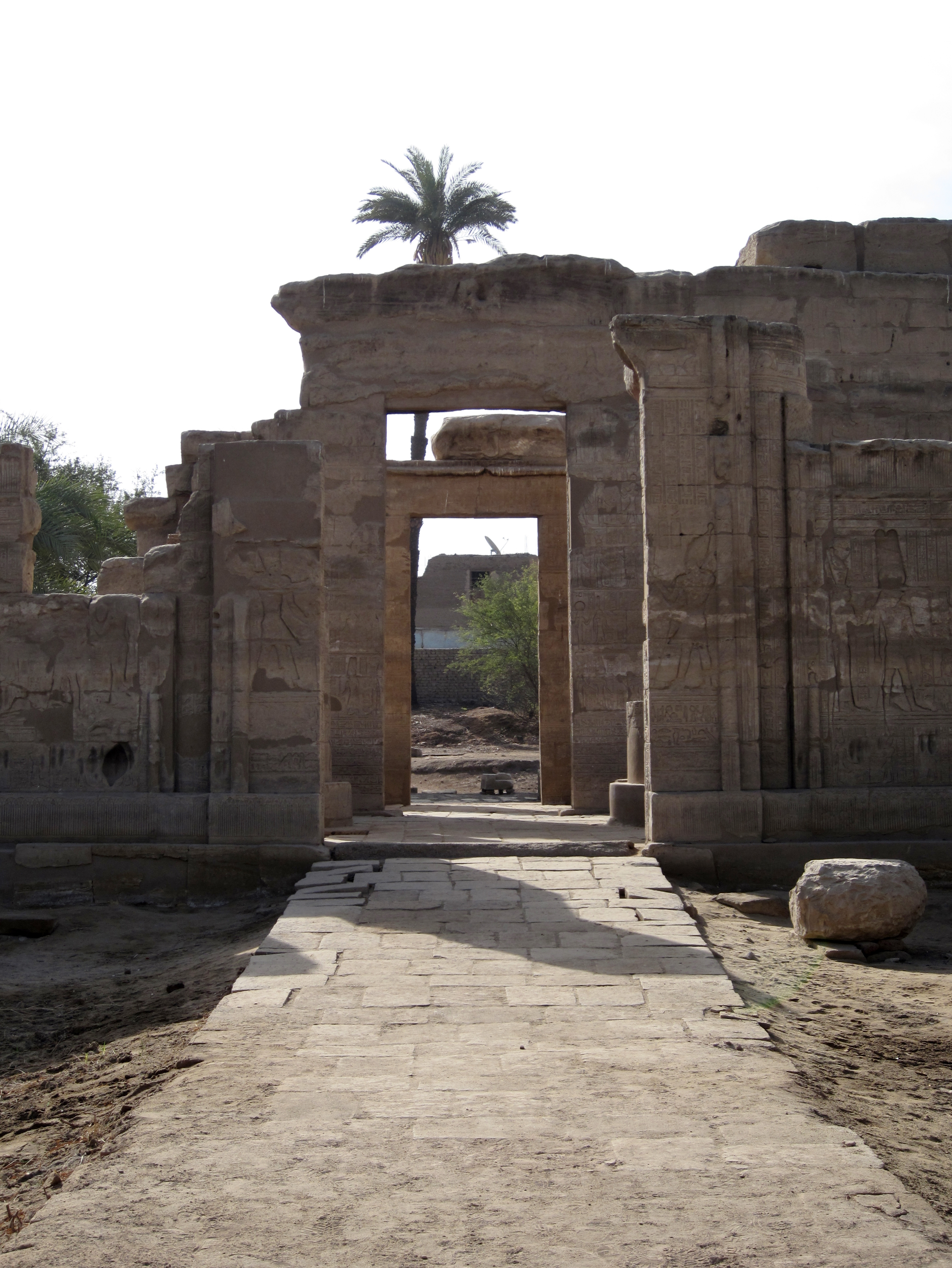
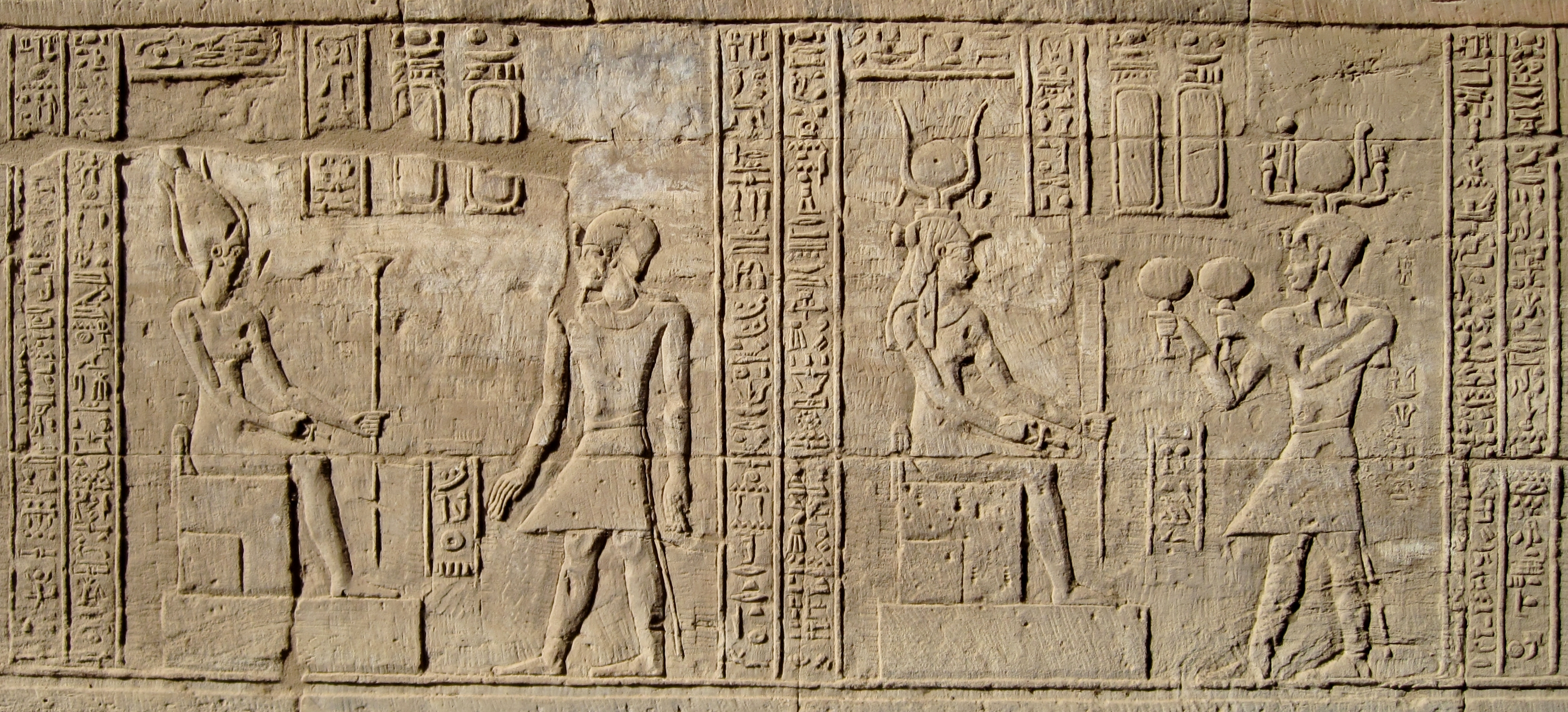
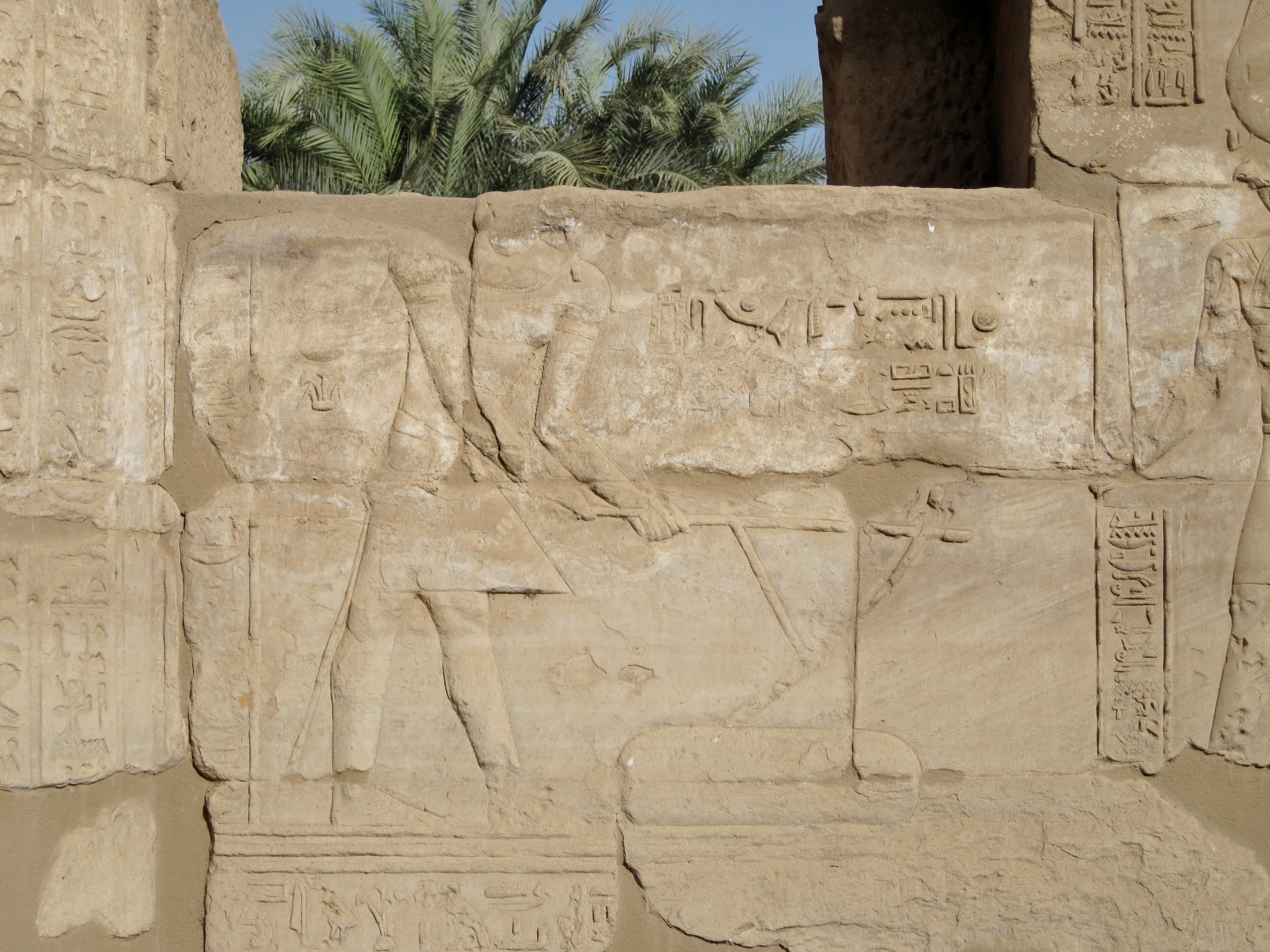
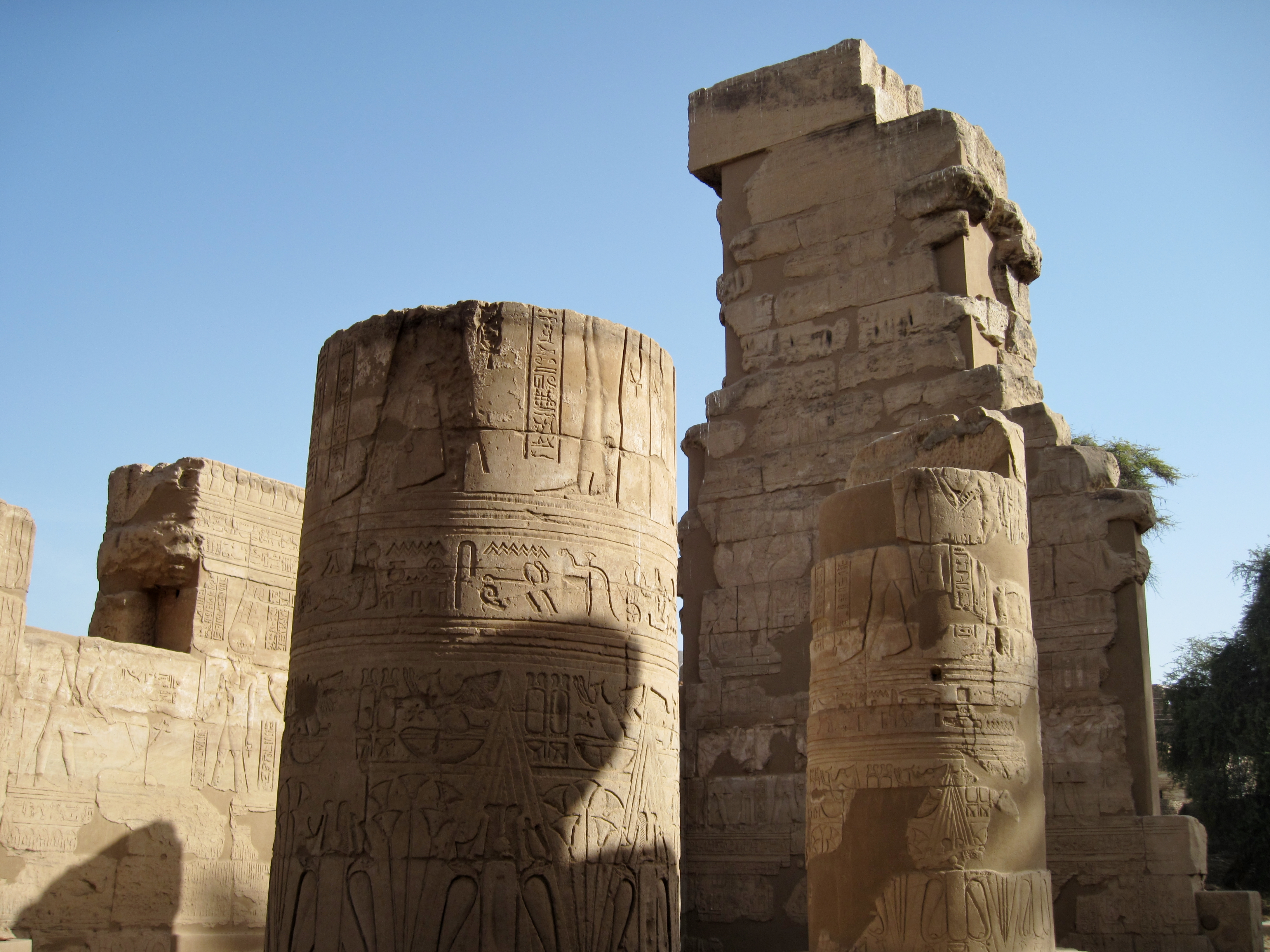
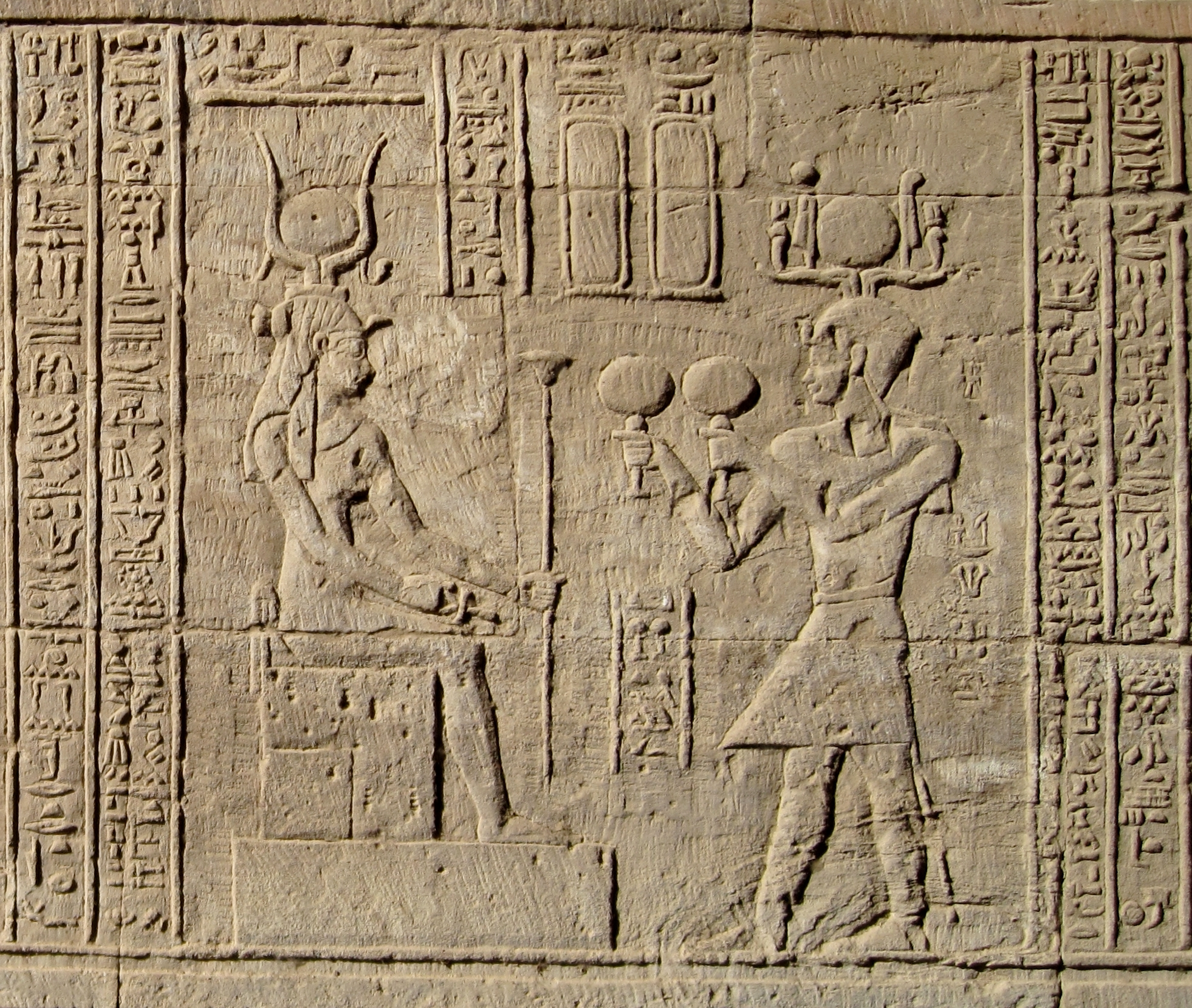
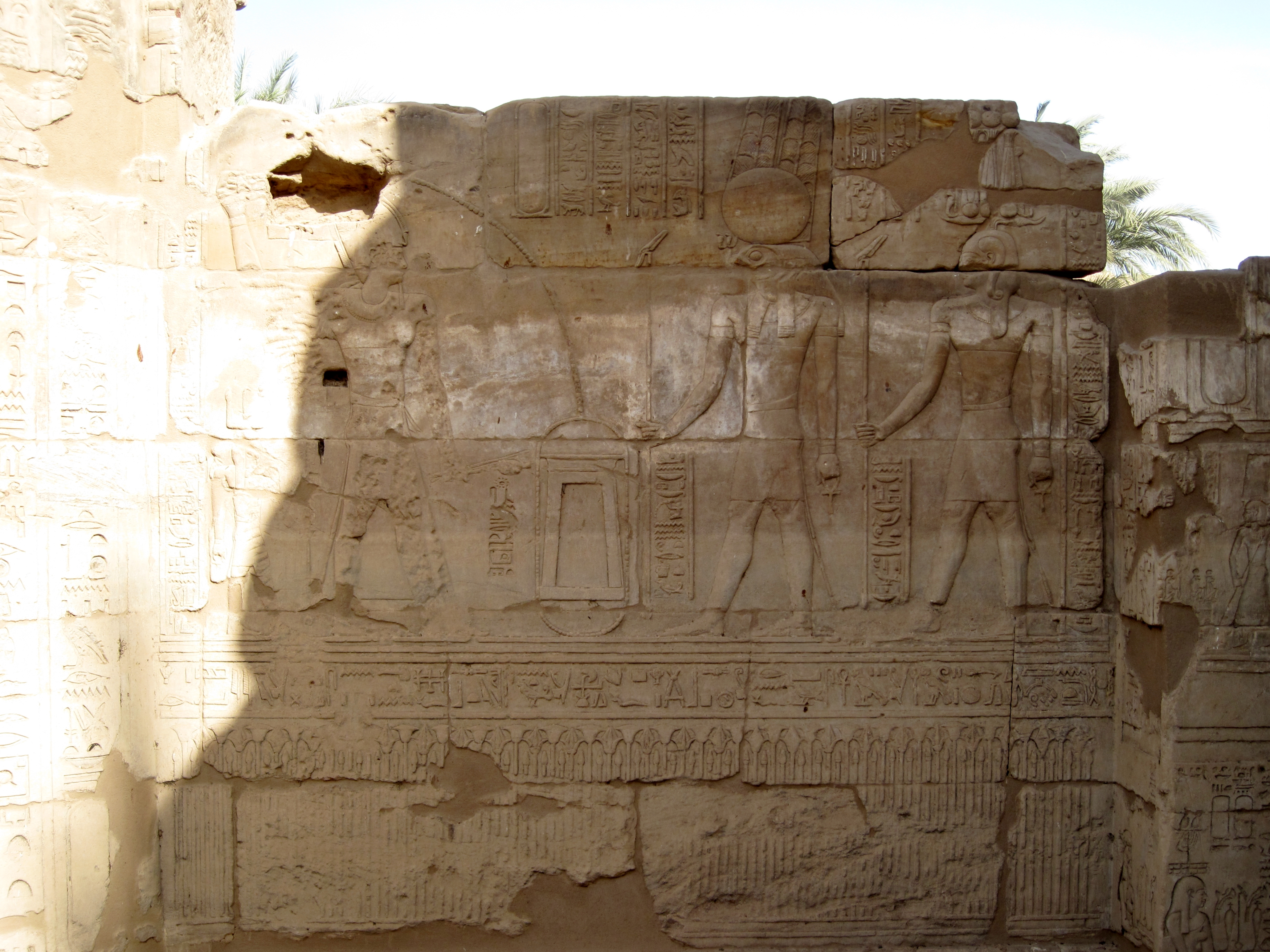